# Körösfényes
Körösfényes (régebben Fényes, románul Feniș) falu Romániában, a Partiumban, Arad megyében.

## Fekvése
Vaskohtól délnyugatra, a Fehér-Körös jobb partján fekvő település.

## Története
A falu nevét 1553–1633 között említette először oklevél Fenes alakban. 1746-ban Fényes, 1808-ban Fényes, Fenis, 1913-ban Körösfényes néven írták.
1851-ben Fényes Elek írta a településről: „Arad vármegyében, hegyes erdő vidékén: 12 katholikus, 400 óhitü lakossal, s anyatemplommal.”
1910-ben 455 lakosából 451 görögkeleti ortodox román volt.
A trianoni békeszerződés előtt Arad vármegye Borossebesi járásához tartozott.
A 2002-es népszámlálás szerint 173 lakója közül mindenki román nemzetiségű volt.